# قشرة كلوية
القشرة الكلوية (بالإنجليزية: Renal cortex)‏ مجموعة من الحبيبات التي يمكن رؤيتها بالعين المجردة وهي إحدى مكونات النيفرون اللذي يمثل وحدة تركيبية ووظيفية للكلية.

## مكونات القشرة
تتكون القشرة من كبيبات كل كبيبة محاطة بمحفظة بومان (بداية الأنبوب البولي) وهذا ما يعطي المظهر الحبيبي للقشرة. تتصل كل كبيبة أنبوب بولي متعرج ينتهي بقناة جامعة للبول وهي التي تحمي الكلية.

### مكونات الكبيبة
تتكون الكبية من مجموعة من الشعيرات الدموية المشتبكة والمتصلة بوريد كلوي وشريان كلوي.

## معرض صور

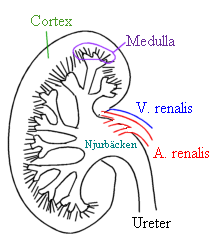
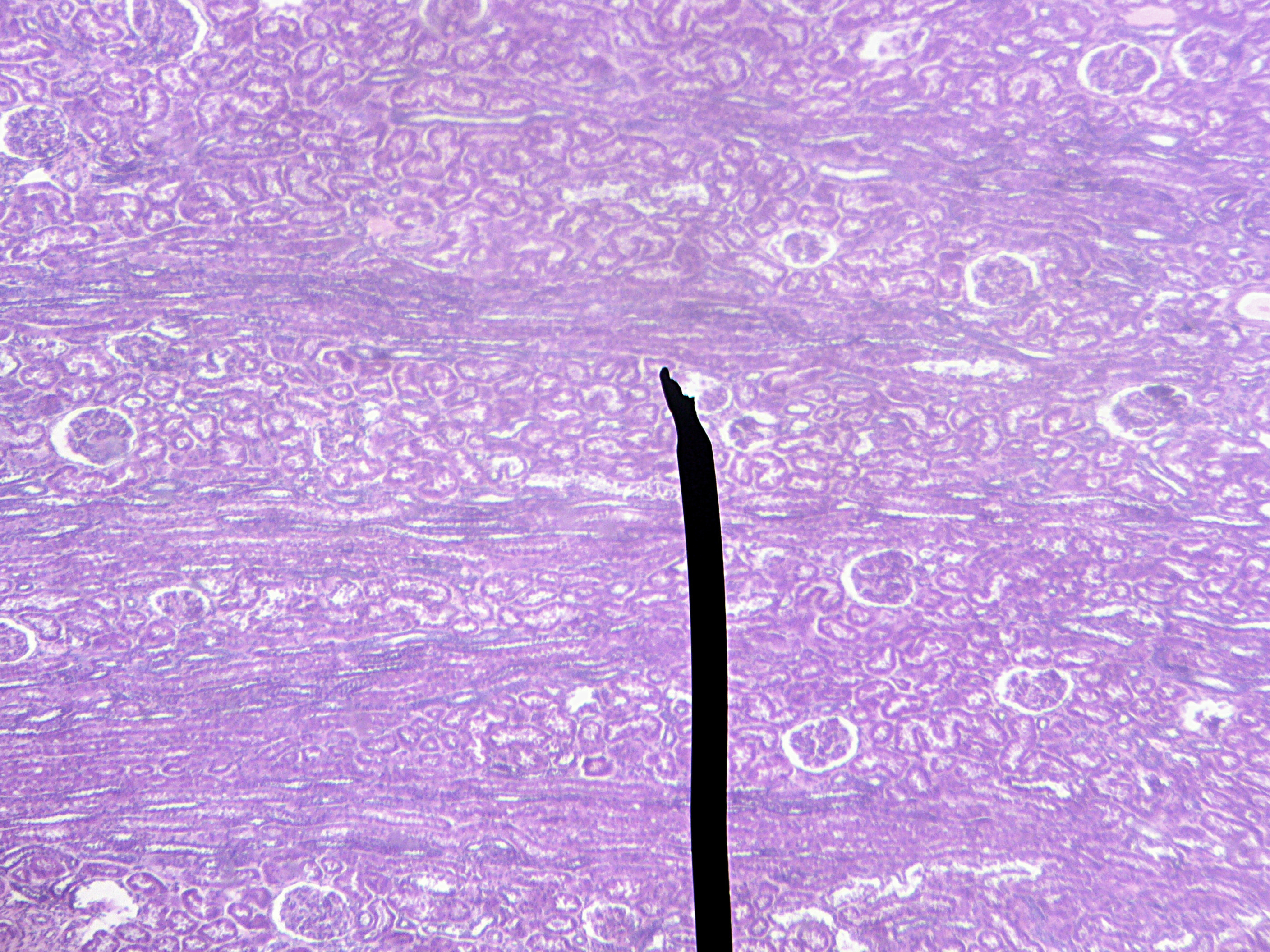
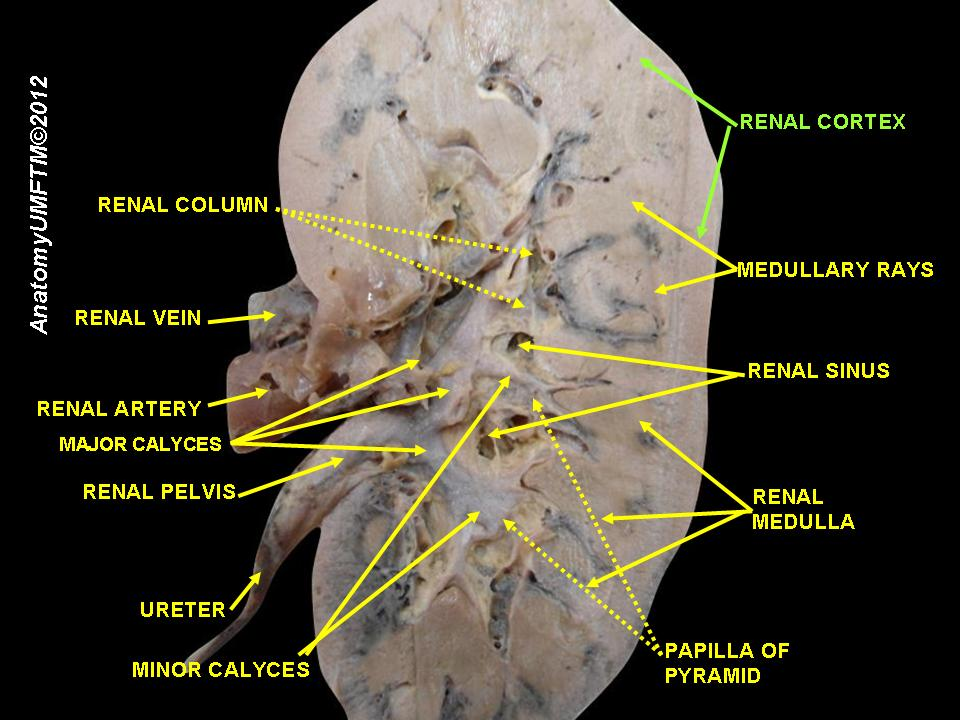
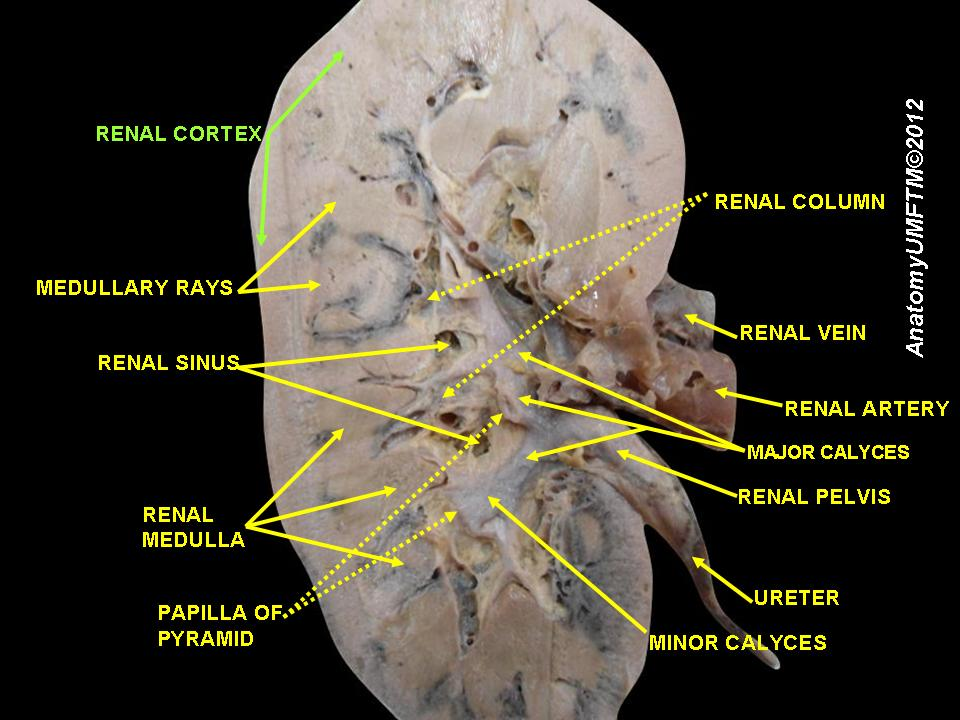